# Air Littoral
Air Littoral — французька авіакомпанія, заснована в 1972 році. Спочатку компанія базувалася в аеропорту Монпельє, в 1975 році штаб-квартира компанії була переведена у Ле-Кастелле.

## Історія
З моменту заснування власниками акцій Air Littoral були KLM, Euralair, Lufthansa і «SAir Group» (Swissair), які до 2001 року продали свої частки в компанії. В 2003 році не відбулася чергова передача компанії новому потенційному власнику, після чого Air Littoral була оголошена банкрутом. Пізніше можливість придбання компанії розглядалася кількома авіаперевізниками, включаючи італійського оператора Azzurra Air, який згодом також був закритий у зв'язку з фінансовими труднощами.
Жодна з угод не відбулося, в зв'язку з чим в 2004 році урядова комісія припинила діяльність Air Littoral.

## Флот

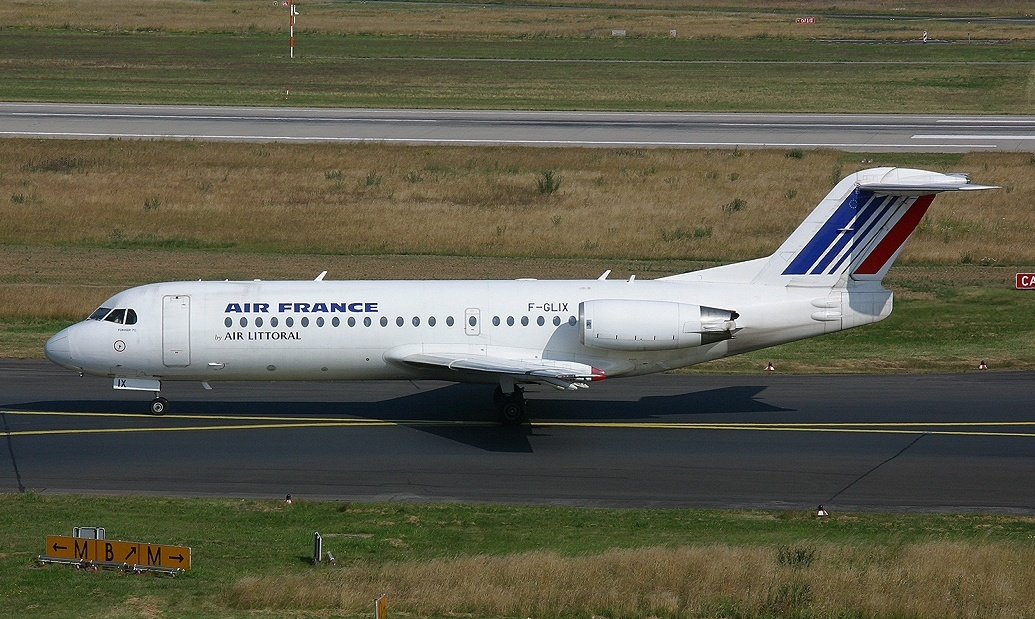
Fokker F70 (F-GLIX) авіакомпанії Air Littoral на рулюванні в міжнародному аеропорту Дюссельдорфа

У різний час у флоті компанії значилися такі повітряні судна:
- ATR 42;
- ATR 72;
- Boeing 737-300;
- Embraer EMB 120 Brasilia;
- Fokker 100;
- Fokker 70;
- Bombardier CRJ.

На момент закриття Флот складався з 17 літаків Bombardier CRJ 100.